# パラダイステレビ
パラダイステレビは、衛星一般放送事業者のリーレ株式会社が運営する、成人向け番組専門チャンネル。主としてスカパー!にて放送しているほか、一部ケーブルテレビ局やインターネット等を通じて番組配信を行っている。

## 概要
1997年12月3日にパラダイステレビ放送株式会社の社名で東京都目黒区鷹番に設立（後に現社名に改称）、1998年10月10日より放送開始。創業者が地上波テレビ番組の制作に深く関わっていたことから、そのノウハウが活用されている。現在の運営会社名リーレはフランス語のRire（リール＝笑う）に由来する。
スカパー!のほか、インターネットと一部のケーブルテレビ局でも配信。その他、パソコンや携帯電話を利用したインターネットによる有料配信など幅広く展開している。インターネットでは現在の放送をサイマル配信しているほか、過去に放送した番組も一部オンデマンド配信している。なお、一部のネットカフェや個室ビデオ店でも視聴可能。
放送時間は原則として7:00起点の24時間放送であるが、メンテナンスなどの都合により放送を休止する場合がある（月1回程度、午前4時 - 7時）。
編成方針の主軸は「笑えるエロ」「100%自社制作」「他には無い番組の制作」。そのため、一般的なアダルトビデオ（以下、AVと略す）を放送する他のアダルト専門チャンネルとは一線を画している。社訓は『新しいこと、新しいものをはじめよう！　ゼロスタートほど楽しいものはない！』。
- 同様に、スカパー!プレミアムサービスで放送している他のアダルト専門チャンネルでは、大手AVメーカーから発売されたアダルト作品に対する短期放送権を購入し、それらを配信する「配信型ビジネスモデル」を採用しているが、パラダイステレビでは全ての番組を自社で制作し、放送権や配信権を保有する「コンテンツ型ビジネスモデル」を採用している。このため、生放送番組（後述）やのぞき番組、視聴者参加型番組といった他のアダルト専門チャンネルでは、殆ど放送されない番組も数多く放送される。

制作予算の都合から一般的知名度が高く、報酬も高い単体AV男優を定期的に起用する例が極めて少ない。このため、男性社員が出演している番組も多くみられる。ただし若手AV男優は数多く出演しており、AV男優をまったく起用しないわけではない。
タイトルと番組内容が一致しないなどの苦情もあったことから、一部週刊誌で「平成の11PM」と評されたこともある。
日本国内のアダルト業界としては異色の存在であり、日本国内各メディアに加え海外メディアの（イギリスのBBCやアメリカのコメディ・セントラルなど）からも取材を受けている。
日刊ゲンダイなどの一部夕刊紙には、番組表が掲載されている。
一般の放送局と同様に「番組審議会」が設置され、番組内容などについて外部委員を交えて審議している。自己批評番組は放送していないが、議事の内容は公式サイトで公開している。このほか、公式サイトでは編成基準や個人情報の保護基準についても併せて触れられている。
系列チャンネルとして『セクシーパラダイス』（現在は『大人のイキヌキ!ヌーヴェルパラダイス』にチャンネル名称を変更）を、2013年10月1日に開局した。

### 生放送番組について
パラダイステレビでは一部の番組を生放送している。アダルト専門チャンネルでは他に例がなく、大きな特色でもある。生放送中は画面左上に「生放送」のテロップが常時表示される。
生放送番組では、性器の露出を避ける為に画面の一部（または全て）がモザイクや緑画面で覆われることがある。これはパラダイステレビが所属している「成人番組倫理委員会」の審査基準に沿っているためであるが、一部の視聴者から苦情が寄せられることもある。また、同様の理由から放送事故を回避するため、生放送番組では、性交および性交類似行為（フェラチオ等）は放送しない。
2008年10月24日には、『裸のニュースステーション3』とBS11デジタル『大人の自由時間』が一部同時生放送を行った。BS放送とCS放送による同時放送は、日本国内で初めての実施例となった。

## 運営会社
以下の内容は、会社概要に基く。
- 社名：リーレ株式会社（英文表記：RIRE.inc）
- 所在地：東京都新宿区新宿5-12-4
- 設立：1997年（平成9年）12月3日
- 資本金：9900万円
- 社員数：50名
- 主要業務：衛星放送事業・一般放送（登録番号・GS第55号）・ケーブルテレビ向け配信事業・SMATV配信事業・WEBコンテンツ制作及び配信事業・モバイルコンテンツ制作及び配信事業・海外配信
- 代表者：代表取締役社長　芝強
- 関連会社：TOKYOデジタルニュース株式会社[5]

## 主な番組
放送される番組は、大別すると「定時放送番組」「録画番組」「特別番組」の3つに分類される。
最新の放送予定は番組表などで確認のこと。

### 定時放送番組
毎週定期的に放送するなど、放送時間がある程度固定されている番組。以下は代表的なものを記載。
- NEWS PARADISE（毎週木曜23:55 - 24:00、生放送）[7]再放送あり
- 生放送番組枠（毎週木曜24:00 - 27:00、生放送）
  - 内容は週替わりで毎週更新されるが、以下は定期的に放送している。
    - 参加自由!パラダイステレビの18禁☆企画会議を生中継してみた
      - ニコニコ生放送と連動しており、当日はニコニコ動画やニコニコ生放送で事前番組が配信される場合がある。
- スキモノラボ（5分番組）[8]
  - MAN-ZOKUショッピングと提携した、アダルトグッズのテレビ通販番組。
  - 男性MCと「スキモニスタ」と呼ばれる女性2名で進行し、商品紹介を行う。
  - スキモニスタの組み合わせは、2ヶ月ごとに変更される。
  - クイズおならで答えて！～目指せ！海外旅行

#### 過去に放送していた番組
- 裸のニュースステーション3
  - 女子アナウンサーが3人ずつ交代で担当。パロディの要素も含むが、当日の夕刊紙などから記事を紹介するコーナーや東京市場（株価・為替）の終値に加えスポーツ情報など、ニュース番組としての体裁は最低限保っていた。その他、ゲストを招いてインタビューする場合もあった。
  - アナウンサーは番組が進むにつれて徐々に着衣を脱いでゆき、途中からは全員ショーツのみとなっていた。
  - 主なコーナーは「夕刊鷲づかみ」「世界のホットけないニュース」「エロズバッ」など。
- 女子アナ全裸ニュース
  - 女子アナウンサーが全裸でニュースやホットな話題を伝える番組。
- 裸の手話辞典（5分番組）
  - 手話によるアダルト用語の表現について解説していた。
- ザ・リアルキャットファイト
  - 毎週生放送で一般視聴者の観覧エキストラを動員してキャットファイトの試合を実況放送した。
- 東京女子アナ商会
- 東京女子アナ商会 ティッシュタイム（5分番組）
- 新装開店 ジャパネットはだかDX（5分番組）

### 録画番組
多くが1ヶ月単位で更新され、繰り返し再放送される。ここでは定期的に更新されるシリーズ作品を主に記載。
- ザ・処女喪失（前・後編に分けて月2回更新）[9][10]
  - 番組に応募した一般の女性が処女を喪失するまでを追う。
- 虹色パラダイス
  - 2018年放送開始。レインボーチャンネルと共同制作したバラエティ番組。MC:ルルディ（栄川乃亜、霧島さくら）[11]。

### 特別番組
不定期放送や年に1回の放送など、前述の定時番組や録画番組に当てはまらない番組。以下は代表的なものを記載。
- 24時間テレビ 「エロは地球を救う」（2013年まで毎年8月に生放送。後述）[12]
- 脱衣麻雀（不定期、生放送）[13]
  - 一般の視聴者と出演女性による麻雀対局。出演女性が放銃するか、他者のツモ上がりで失点した場合は着衣を脱ぐ。失点が大きくなるにつれて一度に脱ぐ枚数が増えてゆき、役満放銃などで大量失点した場合は一気にショーツのみになる場合もある。脱げる着衣がなくなった場合は罰ゲームが追加される。
  - 出演女性は女子アナを含むAV女優のほか、女流プロ雀士が参加する場合もある。プロも同様に失点した場合は脱衣や罰ゲームが科される。
    - 女子アナ・AV女優：30000点持ちでスタートし、0点まで5000点単位を下回るごとに1枚ずつ脱衣
    - 女流プロ：持ち点にかかわらず直撃放銃時のみ脱衣、他家のツモ上がりによる失点は罰ゲーム

  - ルールに不慣れなAV女優には、対局に参加しない女流プロがサポート役についてアドバイスする。
  - 視聴者は画面を見ながら電話で参加し、ツモや捨て牌はスタッフが視聴者の指示どおりに代行する。電話で告げることにより他者の捨て牌を確認することも可能。放銃や他家のツモ上がり、ノーテン罰符などで失点した場合は次の視聴者に交替する。
  - 対局者は捨て牌を視聴者にも分かるように読み上げる[注 4]が、牌の正しい名前がわからない女性もいるため、必ずしも正しい名称で読まれるわけではない。
- 視聴者参加!裸でパコパコ競馬中継（不定期、生放送）
  - 視聴者参加も可能な競馬予想番組。インターネットでも連動放送することがある。
- テレビのぞき部屋～女の子のプライベートルーム生中継
  - 女性が過ごしている部屋の様子を深夜に長時間生中継。
  - 解説などは一切挟まず、音声も部屋から伝わる出演女性の声のみのため、一部聞き取りにくい場合もある。

## 社会貢献
アダルト専門放送局としては唯一、目的を明確にした社会貢献活動を行っている。

### 24時間テレビ 「エロは地球を救う」
2013年まで毎年8月に、「STOP!AIDS」をテーマにしたチャリティ番組として放送していた。番組内ではさまざまな形態で募金を募っており、集まった募金は全額が公益財団法人エイズ予防財団の「日本エイズストップ基金」に寄付される。
2007年の放送分が、「スカパー!アダルト放送大賞2008」において作品賞を受賞した。
なお2014年からは主催がスカパーJSATに移り、放送チャンネルもBSスカパー!に変更されたため、本チャンネルでの放送は行われない（制作協力は継続）。

### 「裸の手話ニュース」
「裸のニュースステーション2」内において、5分程度のコーナーとして日本手話でニュース番組を放送したことから、情報通信分野における公的研究機関である独立行政法人情報通信研究機構（NICT）による「身体障害者向け通信・放送役務提供・開発推進助成金」審査を通過した。
助成金は制作費の半額（50％）に及び、この番組が「身体障害者の方々が健常者と同じように利用できる通信・放送サービスである」と認定。2006年（平成18年）と2007年（平成19年）で計40万円の助成金が交付された。しかしこの認定が新聞や週刊誌で話題となり、2007年（平成19年）8月7日にNICTの所管官庁である総務省が、2008年（平成20年）度から「アダルト放送は助成金適用除外とする」通達を出したため、助成金の適用は2007年度限りとなった。この件については「障害者も性を楽しむ権利がある」という意見も寄せられていたが、限られた予算を有効に使うために、総務省の決定は覆らず、この措置となった。
助成金が打ち切られたことで、手話番組の存続が危ぶまれたが、助成金無しでの制作続行を表明し、手話番組を放送し続けた。

## アナウンサー・キャスター
パラダイステレビには女子アナウンサーが存在し、生放送番組やバラエティ番組を担当する。放送では胸や下着を露出するのが前提であることから、主にAV女優が起用されている。
一般のアナウンサーとの単純比較はできないが、ニュース番組を担当することもありアナウンスやMCとしての技術に力を入れている者もいる。
このほか、番組内で一部コーナーを担当する女性キャスターもおり、こちらも主にAV女優が担当している。

### 現在のアナウンサー
- 美泉咲
- 原美織
- 玉城マイ

### 過去に担当していたアナウンサー
- 星川みなみ
- 青山菜々
- 結城リナ
- 夏井亜美
- 日高ゆりあ
- 君野ゆめ
- 星優乃
- 飯島くらら
- 有沢実紗
- 生田沙織
- 三村紗枝
- 森永ひよこ
- 内藤斐奈
- 可愛りん
- しじみ
- 琥珀うた
- 若月ゆうな
- 七瀬ゆい
- 大槻ひびき
- 安田沙耶
- 野中あんり
- 羽田桃子
- 早乙女らぶ
- 橘美穂
- 高城みくり
- 新城美稀
- 眞木あずさ
- 加藤梓
- 鈴木ありす
- 大石美咲
- 朝倉ことみ
- 綾瀬れん
- 小滝みい菜
- 藤嶋唯
- 桜咲ひな
- 篠田ゆう
- 椿かなり

### アシスタント（パラダイスガールズ）
- 宮澤ゆうな

### その他の主な出演者

#### 女性
- 赤西涼（スキモニスタ001）[8]
- 若菜亜衣（スキモニスタ002）[8]
- 大槻ひびき（スキモニスタ003）[8]
- 水嶋あい（スキモニスタ004）[8]
- 中居ちはる（スキモニスタ005）[8]
- 大城かえで（スキモニスタ006）[8]
- 加藤ツバキ（スキモニスタ007）[8]
- 美月（スキモニスタ008）[8]

#### 男性
- Kすけ（「スキモノラボ」MC）[8]
- 松丘慎吾（生放送番組などで司会を担当。元「坂道コロンブス」、現「くらげライダー」）
- ヤマザキモータース（生放送番組などで司会を担当。現「くらげライダー」）

## 主な社員出演者

### 女性
- 藤井彩（プロデューサー。主に進行や案内役が多く、自らが肌を露出することはない）
- 吉永あずき（プロデューサー）[15]

### 男性トシ
- AD石垣
- ADトシ

## ケーブルテレビによる配信
以下のケーブルテレビ局で配信している。カッコ内は視聴可能な市町村名（主なもののみ）。詳しいサービスエリアは各局の記事を参照。
以下の内容は、2014年7月現在のもの。局の名称は記事名を優先しているため、愛称などとは異なる場合がある。

### 北海道・東北
北海道
苫小牧ケーブルテレビ（苫小牧市）
釧路ケーブルテレビ（釧路市）
岩手県
岩手ケーブルテレビジョン（盛岡市）
花巻ケーブルテレビ（花巻市）
一関ケーブルネットワーク（一関市）
秋田県
秋田ケーブルテレビ（秋田市）
大館ケーブルテレビ（大館市）
宮城県
仙台CATV（仙台市）
青葉ケーブルテレビ（仙台市）
大崎ケーブルテレビ（大崎市）

### 関東
茨城県
JWAY（日立市）
研究学園都市コミュニティケーブルサービス（つくば市）
日本通信放送（ひたちなか市）
栃木県
真岡ケーブルテレビ（真岡市）
埼玉県
ジェイコム北関東（さいたま市）
ジェイコム川口戸田（川口市）
ジェイコム熊谷（熊谷市）
蕨ケーブルビジョン（蕨市）
狭山ケーブルテレビ（狭山市）
千葉県
ジェイコム千葉セントラル（千葉市）
イースト・コミュニケーションズ（千葉市）
ジェイコム船橋習志野（船橋市）
ジェイコム市川（市川市）
いちはらコミュニティー・ネットワーク・テレビ（市原市）
成田ケーブルテレビ（成田市）
東京都
豊島ケーブルネットワーク（豊島区）
東京ケーブルネットワーク（文京区）
ケーブルテレビ品川（品川区）
ジェイコム東京北（北区）
ジェイコム足立（足立区）
ジェイコム港新宿（港区）
ジェイコム大田（大田区）
ジェイコム武蔵野三鷹（武蔵野市）
ジェイコム多摩（立川市）
ジェイコム日野（日野市）
ジェイコム八王子（八王子市）
多摩ケーブルネットワーク（青梅市）
神奈川県
ジェイコム南横浜（横浜市）
ジェイコム鎌倉（鎌倉市）
ジェイコム小田原（小田原市）
厚木伊勢原ケーブルネットワーク（厚木市）

### 中部・北陸・甲信
静岡県
トコちゃんねる静岡（静岡市）
浜松ケーブルテレビ（浜松市）
TOKAIコミュニケーションズ（沼津市）
愛知県
グリーンシティケーブルテレビ（瀬戸市・尾張旭市・名古屋市守山区）
スターキャット・ケーブルネットワーク（名古屋市）
中部ケーブルネットワーク（名古屋市）
アイ・シー・シー（一宮市）
キャッチネットワーク（刈谷市）
CAC（半田市）
知多メディアスネットワーク（東海市）
豊橋ケーブルネットワーク（豊橋市）
西尾張シーエーティーヴィ（津島市）
ひまわりネットワーク（豊田市）
三河湾ネットワーク（蒲郡市）
ミクスネットワーク（岡崎市）
稲沢シーエーティーヴィ（稲沢市）
知多半島ケーブルネットワーク（常滑市）
岐阜県
シーシーエヌ（岐阜市）
大垣ケーブルテレビ（大垣市）
おりべネットワーク（多治見市）
ケーブルテレビ可児（可児市）
飛騨高山ケーブルネットワーク（高山市）
三重県
シー・ティー・ワイ（四日市市）
ケーブルネット鈴鹿（鈴鹿市）
松阪ケーブルテレビ・ステーション（松阪市）
アイティービー（伊勢市）
ラッキータウンテレビ（桑名市）
伊賀上野ケーブルテレビ（伊賀市）
富山県
上婦負ケーブルテレビ（富山市）
石川県
あさがおテレビ（白山市）
テレビ小松（小松市）
福井県
嶺南ケーブルネットワーク（敦賀市）
丹南ケーブルテレビ（武生市）
山梨県
山梨CATV（山梨市）
CATV富士五湖（富士吉田市）
上野原ブロードバンドコミュニケーションズ（上野原市）
河口湖有線テレビ放送（南都留郡富士河口湖町）
長野県
テレビ北信ケーブルビジョン（中野市）
エルシーブイ（諏訪市）

### 近畿
大阪府
ベイ・コミュニケーションズ（大阪市）
eo光テレビ（枚方市）
和歌山県
ケーブルテレビaikis（田辺市）

### 中国・四国
島根県
出雲ケーブルビジョン（出雲市）
石見ケーブルビジョン（浜田市）
岡山県
岡山ネットワーク（岡山市）
井原放送（井原市）
笠岡放送（笠岡市）
吉備ケーブルテレビ（高梁市）
テレビ津山（津山市）
ケーブルネットワーク金光（浅口郡金光町）
矢掛放送（小田郡矢掛町）
広島県
ひろしまケーブルテレビ（広島市）
エネルギア・コミュニケーションズ（広島市）
MCAT（三原市）
ケーブル・ジョイ（府中市）
山口県
山口ケーブルビジョン（山口市）
アイ・キャン（岩国市）
シティーケーブル周南（周南市）
周防ケーブルネット（柳井市）
徳島県
徳島中央テレビ（吉野川市）
ひのき（板野郡北島町）
香川県
STNet（高松市）
愛媛県
ハートネットワーク（新居浜市）
今治シーエーティーブィ（今治市）
西予CATV（西予市）
宇和島ケーブルテレビ（宇和島市）
八西CATV（西宇和郡伊方町）
高知県
高知ケーブルテレビ（高知市）
よさこいケーブルネット（須崎市）

### 九州・沖縄
福岡県
福岡ケーブルビジョン（福岡市）
九州通信ネットワーク（福岡市）
ケーブルステーション福岡（春日市）
ケーブルネットワーク桂川（嘉穂郡桂川町）
佐賀県
ケーブルワン（武雄市）
唐津ケーブルテレビジョン（唐津市）
伊万里ケーブルテレビジョン（伊万里市）
長崎県
福江ケーブルテレビ（五島市）
五島テレビ（五島市）
テレビ佐世保（佐世保市）
ケーブルテレビジョン島原（島原市）
おおむらケーブルテレビ（大村市）
大分県
CTBメディア（別府市）
熊本県
ジェイコム熊本（熊本市）
天草ケーブルネットワーク（天草市）
テレビやつしろ（八代市）
鹿児島県
皇徳寺ケーブルテレビ（鹿児島市）
南九州ケーブルテレビネット（霧島市）
霧島市溝辺町ケーブルテレビ（霧島市）
沖縄県
沖縄ケーブルネットワーク（那覇市）
石垣ケーブルテレビ（石垣市）

### 広域
営業エリアが複数の都道府県にまたがるもののみ記載する。詳細なサービスエリアは、各局の記事で確認のこと。
ジェイコム東葛葛飾（千葉県松戸市、東京都葛飾区）
ZTV（三重県津市、滋賀県大津市）
BTV（宮崎県都城市、鹿児島県鹿児島市）
CRCCメディア（福岡県久留米市、佐賀県鳥栖市）

## 新宿レフカダ
自社ビルであるリーレ新宿ビル内にイベントホール、フォトスタジオを保有しており、ホール部分は新宿レフカダ（LEFKADA）として一般に開放。名称は新宿区と友好都市提携をしたギリシャ・レフカダ島からとられている。
パラダイスTV派生のギンギンガールズ、マシュマロ3d＋、Make it!の定期ライブ会場、お笑いライブ会場として使用されている。
2020年、新型コロナウイルス感染拡大による自粛期間中には、東京新聞、NHKなどの取材を受けた。

## SUKIYAKI MUSIC
2020年3月18日、音楽レーベル「SUKIYAKI MUSIC」を発足。命名は関わってきたグループを一つの鍋で煮込めば、よりおいしくなるとの思いから。

### 所属アーティスト
- マシュマロ3d+
- マシュマロ3d+temaメレンゲ
- ＃メイキット
- ギンギン♂ガールズ
- たちまち。